# Phytomia fusca
Phytomia fusca är en tvåvingeart som beskrevs av Hull 1941. Phytomia fusca ingår i släktet Phytomia och familjen blomflugor.
Artens utbredningsområde är Madagaskar. Inga underarter finns listade i Catalogue of Life.